# Ricky Subagja
Ricky Ahmad Subagja (27 gennaio 1971) è un ex giocatore di badminton indonesiano.

## Palmarès

### Olimpiadi
- 1 medaglia:
  - 1 oro (Atlanta 1996 nel doppio)

### Mondiali
- 3 medaglie:
  - 2 ori (Birmingham 1993 nel doppio; Losanna 1995 nel doppio)
  - 1 bronzo (Glasgow 1997 nel doppio)

### Giochi asiatici
- 4 medaglie:
  - 4 ori (Hiroshima 1994 nel doppio; Hiroshima 1994 a squadre; Bangkok 1998 a squadre; Bangkok 1998 nel doppio)